# Теофагия
Теофагия (от др.-греч. Θεός — Бог и φάγω — еда) — богоедство, появилось на ранних стадиях тотемизма, обряд существует уже долгое время, приобретая самые неожиданные формы и смысл.
Теофагия восходит к первобытной эпохе, при этом люди верили, что, съедая мясо жертвенного животного — предка и покровителя рода, можно приобрести его качества (ловкость, силу и т. д.).
Жертвоприношения животных возникли в качестве замены человеческих жертвоприношений в процессе эволюции религиозных воззрений древнего человека. Ритуальное причащение мясом жертвенного животного встречается в религиях почти всех древних народов. Посвящённые в таинства древнегреческого бога Диониса поедали мясо растерзанного ими быка или козла, в которого, по верованиям греков, воплощался этот бог.
Причащение «телом» человекоподобного бога чаще всего совершалось в виде поедания изображения этого бога, сделанного из теста, или самого того человека, в которого будто бы воплотился бог. Такое причащение, например, существовало в древней Мексике. У ацтеков ежегодно избирался красивый юноша, не имевший физических недостатков, в качестве воплощения бога Тескатлипока, c ним обращались как с божеством, удовлетворяя его желания. По прошествии года жрец закалывал юношу, разрезал его тело на куски и раздавал для поедания участникам таинства.
В некоторых культурах съедание «тела» бога заменялось съеданием посвященного ему животного или хлеба, которому придавалась иногда человекообразная форма.
В эпоху античности теофагия приняла смягчённую форму: бога стали есть в виде хлеба и вина. В эпоху Римской империи широкое распространение получили восточные культы сирийских богов Аттиса и Кибелы и иранского бога солнца Митры. Причащение в мистериях Аттиса и Митры играло большую роль. Поклонники Аттиса не видели разницы между своим причащением и христианским. Сохранились изображения «тайной вечери» Митры: за столом в лучах солнца восседают Митра и ученики, лежит хлеб и стоит чаша с вином. Поклонники Митры собирались на общие трапезы, во время которых вкушали хлеб и смешанное с водой вино. Апологеты раннего христианства объясняли сходство митраистского и христианского причащений кознями дьявола.
Ацтеки устраивали в мае главный праздник своего бога Уицилопочтли. За два дня до начала этого праздника девственницы (они жили в заточении в храме и были чем-то вроде монахинь) лепили из смеси свеклы, жареного маиса и меда статую, изображающую бога. Во время празднества «мясо» и «кости» идола освящали с помощью ритуалов, после чего воздавали ему божеские почести. В день причащения до полудня запрещалось вкушение пищи и даже воды. Поступали они так из боязни осквернить частицу тела бога в своих животах соприкосновением с обычной пищей. По окончании обрядов, плясок и жертвоприношений жрецы особыми священными тесаками разрезали идола на множество кусков, которые затем раздавались для причащения знати и народу (хлебопреломление). Ацтеки принимали их со слезами, трепетом и благоговением и выглядели весьма опечаленными, что съели плоть и кости бога. «Они верили, что освящая хлеб, жрецы превращали его в саму плоть бога и что, следовательно, все, кто вкусил этого священного хлеба, поглотили частицу божественной сущности и установили посредством неё таинственную связь с богом». Похожий обряд совершался на праздник зимнего солнцестояния. В декабре ацтеки «убивали» статую бога Уицилопочтли, которую лепили в образе человека из семян различных сортов, замешанных на детской крови, после чего употребляли её в пищу. Во время ритуала жрец, который звался Кетцалкоатлем и действовал от имени этого бога, вынимал священный дротик и, с силой метнув его в грудь статуи, пронзал её насквозь. Этот акт назывался «умерщвлением бога Уицилопочтли, чтобы его можно было съесть». Один из жрецов вырезал сердцевину статуи и давал царю съесть её. Остальную часть делили на мелкие кусочки и раздавали всем ацтекам мужского пола, включая грудных детей. Этот обряд носил название teoqualo, то есть «бог съеден».
В православии значение причащения исторически воспринималось по-разному (см. Пресуществление), а термины «богоедство/богоеды» обычно принимаются как совершенное оскорбление.